# نيكو غونزاليس
نيكو غونزاليس (مواليد 3 يناير 2002) هو لاعب كرة قدم إسباني يلعب في مركز خط الوسط مع نادي مانشستر سيتي في الدوري الإنجليزي الممتاز.